# 신성철
신성철(申成澈, 1952년~)은 대한민국의 물리학자이자 제16대 한국과학기술원 총장이다.

## 생애
1952년 7월 19일 대전에서 출생하였다. 서울대학교 응용물리학과를 졸업하고, KAIST에서 고체물리학 석사 학위를 받았다. 연구분야는 스핀트로닉스와 나노자기학이다. 미국 노스웨스턴 대학교 박사과정에서 금속인 비스무트와 반도체인 납텔루라이드(PbTe)의 구조가 유사하다는 점에 착안해, 두 물질로 초격자 다층박막 구조를 세계 최초로 만들어 초격자 구조 신물질을 제작했다. 1989년 귀국해 KAIST에서 나노자성체 스핀 동력학을 연구하는 소위 나노스핀닉스(Nanospinics)라는 분야를 처음으로 시작했다. 20여년간 논문을 310여편 발표했고 초청 강연을 160여회 했다. 나노스핀닉스(Nanospinics)라는 분야를 개척했다. 나노스핀닉스는 나노 세계의 자기장인 스핀을 사용해 전자회로를 구현하는 분야다.
2008년 미국물리학회 석학회원(fellow)으로 선출됐으며, 한국물리학회 회장, 한국자기학회 회장 등을 역임했다. 130여회 대중 과학 강연, TV 과학 프로그램 진행, 언론 칼럼 기고 등으로 과학 대중화에도 앞장서고 있다.
KAIST에서 부총장을 역임했으며, 2011년부터 대구경북과학기술원의 초대 총장으로 부임하여 2017년까지 제2대 총장을 역임하였다.
울산대학교의 Fellow, 국가과학기술자문회의 미래전략분과의장, 부의장, 미국물리학회(APS)의 석학회원을 역임하고, 2017년부터 KAIST 총장을 맡았고 2021년 2월 퇴임하였다. 

## 학력
- 1971년 경기고등학교
- 1975년 서울대학교 응용물리학 학사
- 1977년 한국과학기술원(KAIST) 대학원 고체물리학 석사
- 1984년 노스웨스턴 대학교 대학원 재료물리학 박사

## 경력
- 1977년~1980년 한국표준과학연구원 선임연구원
- 1984년~1989년 미국 Eastman Kodak연구소 수석연구원
- 1989년~2011년 KAIST 물리학과 교수, 석좌교수
- 1991년~1996년 KAIST 학생부처장ㆍ국제협력실장ㆍ기획처장
- 1996년 KAIST 고등과학원 설립추진단장
- 1998년~2005년 KAIST 스핀정보물질창의연구단장
- 1999년~2005년 엑스포과학공원 이사
- 2000년 한국과학기술한림원 정회원(현)
- 2001년~2003년 KAIST 나노과학기술연구소 초대 소장
- 2002년 과학기술 앰배서더
- 2002년~2008년 사단법인 대덕클럽 회장
- 2004년~2005년 KAIST 부총장
- 2004년~2010년 한국과학기술한림원 국제협력부장
- 2008년 미국물리학회(APS) Fellow(석학회원)
- 2009년~2010년 한국자기학회 회장
- 2009년~2012년 국제자성학술대회(ICM2012) 의장
- 2010년 울산대학교 Fellow Professor
- 2011년~2012년 한국물리학회 회장
- 2011년 2월~2017년 2월 DGIST 초대·제2대 총장
- 2013년 9월~2015년 11월 국가과학기술자문회의 미래전략분과의장
- 2014년~현재 국방과학연구소 이사
- 2015년 1월~현재 대구창조경제협의회 위원
- 2015년 1월~2015년 12월 KBS대구방송총국 시청자위원회 위원장
- 2015년 11월~2016년 11월 국가과학기술자문회의 부의장
- 2017년 2월~2021년 2월 KAIST 제16대 총장
- 2018년~현재 세계경제포럼 4차산업혁명센터 자문위원
- 2019년~현재 헌법재판소 자문위원회 위원

## 상훈
- 국회의장 공로장(2019)
- (사)한국유엔봉사단 2019 대한민국 봉사대상(2019)
- 美노스웨스턴대 재료과학 분야 '올해의 자랑스러운 동문상'(2019)
- 한국물리학회 성봉물리학상(2017)
- AUMS(아시아자성연합회)상(2016)
- 2015 대한민국 경제리더 대상(혁신경영 부문)
- 대한민국최고과학기술인상(2012)
- 2012 대한민국 경제리더 대상(글로벌경영 부문)
- KAIST 총동문회 올해의 동문상(2011)
- KAIST 국제협력대상(2011)
- 대한민국 학술원상(2009)
- 과학기술최고훈장 창조장(1등급, 2007)
- 과학기술부 선정 ‘닮고 싶고 되고 싶은 과학기술인 10인'(2007)
- 한국물리학회 학술상(2006)
- 한국의 대표적 기초연구성과 30선 선정(과학재단, 2005)
- 과학기술부 이달의 과학기술자상(1999)

## 같이 보기
- 국양